# Cô Ngân
Cô Ngân là một xã thuộc huyện Hạ Lang, tỉnh Cao Bằng, Việt Nam.

## Địa lý
Xã Cô Ngân nằm ở phía tây nam huyện Hạ Lang, có vị trí địa lý:
- Phía đông giáp xã Thị Hoa và xã Thống Nhất
- Phía tây và phía nam giáp huyện Quảng Hòa
- Phía bắc giáp xã Vinh Quý.

Xã Cô Ngân có diện tích 31,31 km², dân số năm 2019 là 1.481 người, mật độ dân số đạt 47 người/km².
Trên địa bàn xã có một số ngọn núi như An Mạ, Phia Phón, Lũng Khinh, Pác Luông, Pò Phia Pảng, Pò Phia Chân, Pò Phia Rao, Pò Tron Giáo, Phia Phằng. Trên địa bàn xã cũng có suối Keng Thưn.

## Lịch sử
Ngày 15 tháng 9 năm 1969, giải thể huyện Hạ Lang, xã Cô Ngân được sáp nhập vào huyện Quảng Hòa.
Ngày 1 tháng 9 năm 1981, xã Cô Ngân được chuyển về huyện Hạ Lang vừa tái lập.
Đến năm 2019, xã Cô Ngân được chia thành 10 xóm: Bản Khúa, Bản Làng, Nà Thúng, Bản Nưa, Bản Nhôn, Bản Nha, Pác Luông, Bản Rạc, Bản Thưn, Pác Khọn.
Ngày 9 tháng 9 năm 2019, Hội đồng Nhân dân tỉnh Cao Bằng ban hành Nghị quyết số 27/NQ-HĐND về việc sáp nhập hai xóm Bản Rạc và Nà Thúng thành xóm Bản Rạc Nà Thúng.

## Hành chính
Xã Cô Ngân được chia thành 9 xóm: Bản Khúa, Bản Làng, Bản Rạc Nà Thúng, Bản Nưa, Bản Nhôn, Bản Nha, Bản Luông, Bản Thưn, Pác Khọn.